# Stanisław Fereszko
Stanisław Fereszko, też Stanisław Ferszko, Samuel Ferszko, Shmuel Fershko (ur. 26 lutego 1914 w Łucku, zm. 30 lipca 1990 w Miami Beach) – polski pianista i kompozytor żydowskiego pochodzenia.

## Życiorys
Studiował w Państwowym Konserwatorium Muzycznym w Warszawie w klasie fortepianu Zbigniewa Drzewieckiego. W wieku 23 lat skomponował pierwszą operetkę Polowanie na lamparta wystawioną w Teatrze 8:30. 
Grał w warszawskich lokalach, m.in. w orkiestrze Juliana Fronta w Paradisie oraz w orkiestrze Front-Heyman Melody Jazz w klubie FF i Pod Krzywą Latarnią. Był akompaniatorem popularnej warszawskiej piosenkarki i aktorki Wiery Gran, pisał dla niej i dla Adama Astona takie przeboje muzyki tanecznej, jak slow-foksy (Powiedz sam, Bo to się zwykle tak zaczyna) i tanga (Gdy odejdziesz,  Gdy serce mówi tak, Maleńka); komponował też w spółce autorskiej z Julianem Frontem. Innym jego evergreenem jest izraelska piosenka Bab el Wad.
W 1936 skomponował muzykę do filmu Podwórka Warszawy. Współpracował z żydowskim teatrem Scala, dla którego napisał w 1936 muzykę do sztuki Nacht menszn Urke Nachalnika.
W 1937 wyjechał do Wiednia, a następnie w 1938 do Palestyny. Występował tam w lokalach rozrywkowych i teatrach, był kierownikiem muzycznym stacji radiowych i komponował. W 1952 wyemigrował do Stanów Zjednoczonych, gdzie komponował muzykę filmową i teatralną; jego operetki i musicale wystawiano na Broadwayu.
Był bratem Chaima Fereszki i Michała Fereszki, także kompozytorów.